# Partit Socialista Gallec

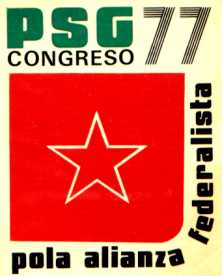
Cartell del PSG el 1977

El Partido Socialista Galego fou un partit polític gallec d'ideologia socialista i nacionalista.
Fundat el 23 d'agost de 1963 amb la intenció de formar un partit socialdemòcrata nacionalista a Galícia (Espanya), posteriorment radicalitzà les seves posicions, apropant-se a la comunista Unión do Povo Galego (UPG).
El seu secretari general entre 1971 i 1977 fou Xosé Manuel Beiras Torrado. El PSG es presentà a les Eleccions Generals del 15 de juny de 1977, i va obtenir 27.197 vots (2,41%).
En els anys 80 es produí una ruptura interna: una part s'integrà en el Bloque Nacionalista Galego i l'altra s'uní a Esquerda Galega, formant la coalició PSG-EG. Més tard el PSG-EG acabaria integrant-se en el BNG.

## Fundació
Entre els seus fundadors destaquen Mario Orxajes Pita, Salvador Rei, Salvador García Bodaño, Xosé Luís Rodríguez Pardo, Cesáreo Saco, Manuel Caamaño i Ramón Piñeiro, que crearen el Partito en una reunió clandestina.
El nou partit va atraure a antics membres del Partido Galeguista com Francisco Fernández del Riego, qui fou elegit president del partit, Amado Losada, Domingo Pombo i a joves influïts pel piñerismo com Xosé Manuel Beiras Torrado i Ramón Lugrís Freire.

## Història
El 1965 començà a editar-se a Perpinyà la publicació Adiante, que des de 1969 s'edità a Galícia amb el nom de Galicia Socialista.
El 1972 el PSG elegí com a secretari general a Xosé Manuel Beiras, i assumí com a pròpia la teoria del colonialisme intern. En 1974 el PSG participà en la Conferència Socialista Ibèrica, amb el PSOE, Moviment Socialista de Catalunya, Partit Socialista del País Valencià i la Unió Sindical Obrera, que en 1976 se separaren del PSOE transformant-se en la Federació de Partits Socialistes.
El 1975 s'integrà en el PSG el Movimiento Socialista Galego d'Álvarez Gándara i Francisco González Amadiós. Els mals resultats de les eleccions generals de 1977 i les pressions del PSOE provocaren la descomposició de la FPS, i el PSG entrà en crisi. Beiras abandonà la direcció del partit i els partidaris d'apropar-se al PSOE s'organitzaren en el Colectivo Socialista-PSG liderat per Rodríguez Pardo, Ceferino Díaz i Fernando González Laxe, i que agrupava uns 100 militants. La direcció del PSG optà per expulsar aquest col·lectiu, que es va integrar en el PSOE.
El PSG participà en la coalició Unidade Galega per a participar en les eleccions generales i municipals de 1979, però a diferència de la resta de partits integrants d'UG, es negà a entrar en la Comissió dels 16, que havia d'elaborar el projecte d'Estatut de Galícia.
En el II Congrés de juny de 1980 es descartà la possibilitat de confluir amb el Partido Obreiro Galego, però es recolzà la creació de la Mesa de Forzas Políticas Galegas amb el BNPG, amb programa en les Bases constitucionals de 1976. Aquesta decisió d'apropar-se al BNPG provocà un fort descontentament en el si de PSG que provocà la sortida de nombrosos militants.
Per a les eleccions autonòmiques de 1981, el PSG anà en coalició electoral amb el BNPG. Dels tres diputats elegits, Claudio González Garrido és militant del PSG. Quan es formà el BNG, el PSG s'hi integrà, però en 1983 decidí abandonar-lo. Aquesta determinació provocà la desintegració del Partit: una part ingressà en el BNG com a Colectivo Socialista i la resta, liderats per Domingo Merino, es fusionà amb Esquerda Galega el 1984 formant el PSG-EG.

## Militants
El PSG fou un partit de quadres. Fins al 1975 no superà els 100 afiliats, i arribà als 650 en 1980.